# مارغريت برينان
مارغريت برينان (بالإنجليزية: Margaret Brennan)‏ هي صحفية أمريكية، ولدت في 26 مارس 1980 في ستامفورد في الولايات المتحدة.